# Palacio de Paradinas
El palacio de Paradinas es un edificio construido en el siglo XV en la localidad de Paradinas, en Segovia. 

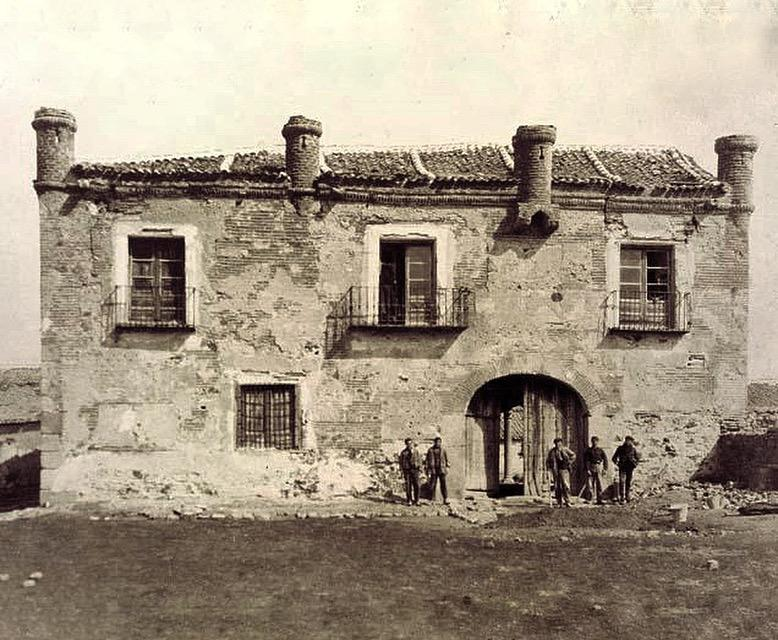
Foto antigua del palacio de Paradinas

## Historia
Desde finales del siglo XIV conocemos la presencia en Paradinas de oligarcas, conocidos también como herederos. Eran grandes propietarios y poseedores de un patrimonio considerable que fueron aumentando sus sucesores y extendiendo su influencia en todos los ámbitos sociales. Relacionadas con Paradinas están las familias Arias, Zuazo, Mercado, Peñalosa, Virués o Berrios, que fundaron mayorazgos y en muchos casos unieron a sus miembros con otros apellidos de la aristocracia segoviana creando una enmarañada red. Estas familias estuvieron además relacionadas con los primeros momentos de la Conquista de América, realizando importantes trabajos en el Nuevo Mundo.
Desde principios del siglo XV hasta mediados del XVII fue la familia Zuazo la que ejerció su dominio en la localidad, siendo esta la mayor época de esplendor del palacio. El doctor Juan Sánchez de Zuazo, cabeza de la saga familiar, es el primer poseedor del palacio del que tenemos constancia. Por él, quién gozaba de mucho prestigio entre los vecinos, el palacio de Paradinas recibe también el nombre de Palacio de los Zuazo.
En el caso de su hijo Lope de Zuazo, segundo poseedor del palacio, su ansia de acaparar posesiones le llevó a enemistarse y pleitear con la mayor parte de la población. A pesar de tener hijos varones, Lope nombra heredera a su hija mayor Leonor de Zuazo y su marido Pablo Jiménez, quienes fundan en 1508 un mayorazgo para el matrimonio de su primogénito Antonio Jiménez de Zuazo con María de Mercado Peñalosa.
A partir de entonces la propiedad del palacio se transmitió por línea directa de mayorazgo junto con los demás bienes inmuebles, incluyendo el patronato del Hospital de Santa Ana. Y así, Juan Jiménez de Zuazo, nieto de Antonio y María, y su mujer Beatriz Berrio y Mercado heredan el palacio en 1587. Su hijo Antonio muere sin herederos y en 1655 al morir también su hermana Ana Magdalena de Zuazo, última titular directa y octava propietaria, el palacio pasa a los Arias Virués a través de Beatriz de Mercado.
Beatriz de Mercado (nieta de Antonio Jiménez de Zuazo y de María Mercado de Peñalosa) era hija de Pedro de Mercado Peñalosa y de Isabel de Salcedo, quienes fundan en Lima en 1562 el mayorazgo de Mercado Salcedo. Quedando ella como única heredera de sus padres y de los mayorazgos Jiménez Zuazo, se casó con Jerónimo Arias Virués, y el hijo de ambos, Pedro Arias Virués, heredó dieciséis mayorazgos, incluyendo por parte paterna el mayorazgo de los Arias Virués. Este último mayorazgo lo funda en 1505 Pedrarias Dávila, gobernador de Castilla del Oro y de Nicaragua, casado con Ana Osorio Virués, y es su bisnieto Jerónimo Arias de Virués y Cárdenas, caballero de la orden de Alcántara, duodécimo poseedor del palacio, quien instala en él el escudo Osorio-Virués, otorgando al edificio también el nombre de Palacio de los Osorio.
Jerónimo Arias de Virués y Cárdenas muere en 1679 sin herederos, pero el palacio continúa en manos de los Arias Virués hasta 1766.
Desde este momento, al morir Pedro Arias sin descendencia, muchos reclaman sus derechos sobre los mayorazgos y se suceden una serie de juicios. Entre los pretendientes destacan, el marqués de Mansilla, los duques de Zafra y el vizconde de Palazuelos. El Consejo de Castilla nombra un administrador judicial hasta que en 1800 se dictan sentencias favorables a favor de la marquesa de Zafra, Isabel Rafaela Yánez de Barnuevo y Peñalosa. La marquesa muere sin sucesión y la administración de este patrimonio se le concede a Juan Antonio de Peñalosa. Su viuda María Meléndez Peñalosa gestiona el patrimonio en nombre de su hijo Felipe hasta 1834 cuando se hace dueño y propietario del palacio José María Bermúdez de Castro, quien había emprendido un juicio reclamando sus derechos a la propiedad del mayorazgo.
El palacio permanecerá en poder de la familia Bermúdez de Castro hasta 1905, cuando Gerardo Bermúdez de Castro vende a Gabino Herrero Gil, quien fue diputado provincial de Segovia. En 1929 tras la muerte de Gabino, hereda el palacio su nieta Sofía Illera Herrero.
En 1946 adquiere la propiedad Cipriano Cecilia Hernan-gómez quien la remodela completamente y la adapta para la actividad de parada de sementales. Continuó en manos de la familia Cecilia hasta la década de los 70, momento en el que la cría de ganado ya no era necesaria para el trabajo debido a la industrialización del mundo rural, y el palacio vio muy disminuida la que había sido su actividad económica en los últimos años.
Tras unos años de incierta suerte, en 2005 el palacio fue comprado por Marcos Llorente Illera y Beatriz Pavillard López, herederos de Sofía Illera Herrero, quienes realizan una serie de intervenciones para frenar el deterioro del palacio y finalmente lo venden en el año 2007 a los actuales propietarios, la sociedad Palacio de Paradinas S.L.

## Curiosidades y anécdotas
El palacio fue desde su construcción la casona ligada a las tierras de labranza, viñas, huertos, ganados... que las poderosas familias antes mencionadas poseían en la localidad. Estos propietarios que se sucedieron a lo largo de los siglos pasaban temporadas en el edificio, aunque para la mayoría no fue su residencia principal. Al que ahora conocemos como palacio se le conoció también como casas principales, incluyendo otras construcciones de su entorno, y como castillejo. Esta última denominación se debe a su apariencia fortificada y al hecho de que, a pesar de tener un uso fundamentalmente de vivienda señorial, a lo largo de la historia encontramos momentos de uso militar, pues no era infrecuente el paso por Paradinas de compañías de soldados reales, que según las ordenanzas tenían que ser aposentados de acuerdo con su rango en las casas más importantes de los pueblos y ciudades, y así lo hicieron en el palacio.
Según la tradición oral y como recogió el conde de Cedillo en su novela La Leyenda del Palacio, Paradinas fue el escenario de un acontecimiento de la guerra de las Comunidades de Castilla contra la forma de gobierno de Carlos I. Se puede asegurar de manera veraz, que las tropas comuneras estuvieron acampadas en Paradinas. Y en cuanto a los jefes comuneros, en el pueblo, se ha transmitido de generación en generación que en el palacio se hizo fuerte, contra la voluntad de su dueño, el comunero Juan de Padilla. Históricamente, este dato se sustenta en la información que nos da Alonso de Santa Cruz, cosmógrafo mayor del rey y contemporáneo de los hechos, cuando dice que la ciudad de Toledo mandó en 1520 a su caudillo Juan de Padilla para derrotar al alcalde Ronquillo, que se encontraba en Santa María la Real de Nieva, y del que era pariente Antonio Jiménez de Zuazo, propietario del palacio en ese momento y leal al rey.
También hay constancia de que el 13 de junio de 1592 pernoctaron en el palacio, o como dice la crónica, en el castillejo, la Compañía de Archeros de Felipe II al mando del teniente Diego de Croy, que acompañaban a Tarazona al rey Felipe II, al príncipe Felipe y a la Infanta Clara Eugenia para celebrar Cortes en dicha ciudad.
Posteriormente, en 1642, pasó por Paradinas una compañía militar que dejó al soldado enfermo Francisco Vázquez en el hospital de Santa Ana donde falleció poco después.
En mayo de 1809 las tropas dejaron en el hospital a otro soldado herido, Antonio Ortiz Fernán Núñez, en este caso víctima de la guerra contra los franceses que habían entrado en territorio español con el pretexto de invadir Portugal. La guerra de la Independencia en Paradinas se sintió también teniendo que aportar carros y caballerías.
Paradinas es reflejo de la historia de España, y el Palacio, además de escenario de estos episodios bélicos, fue también testigo de otros como el de la virulencia de la peste. En 1599 murió en el palacio Alarcón, un criado de Magdalena de Lezcano, pues cuando los propietarios residían en este lugar, lo hacían rodeados de una pequeña corte de empleados formada por un administrador general, un mayordomo, un casero, un capellán y servidumbre.
En el Palacio también se celebraron bodas. María García, sirvienta de Antonio Jiménez de Zuazo y Magdalena de Lezcano, se casó en el Palacio en 1603. El segundo compromiso de Ana Magdalena de Zuazo con Miguel de Losa y Orozco se celebró en el Palacio en 1637.

## Características
El edificio, perteneciente a la época medieval y construido en el siglo XV, está situado en la que fue la antigua plaza de Paradinas. Su estilo y forma es ligeramente militar, aunque actualmente podríamos considerar su tipología como casa solariega debido a que sus propietarios fueron caballeros que basaban su fortuna en propiedades agrarias y con el tiempo se convirtió en lugar de esparcimiento y recreo.
En cuanto al sistema constructivo, predomina el tapial con verdugadas de ladrillo y, en menor proporción, sillares de granito reforzando las esquinas de la primera planta y un zócalo de sillarejo que hoy se encuentra tapado con cemento. Antiguamente estos materiales estaban cubiertos por un esgrafiado de círculos concéntricos casi tangentes, rematado con escorias como adorno, del que aún se observan restos en la fachada. Esta mampostería o revoco es una técnica muy representativa de la arquitectura segoviana y, en concreto, la del Palacio de Paradinas, es muy similar a la del Alcázar de Segovia.
Entre sus elementos estructurales destacan las garitas o torreones y el patio columnado, que confieren personalidad al edificio. De las seis garitas, dos son significativamente diferentes a las demás. La garita situada encima de la entrada principal cuenta con un can de granito que soporta un arquillo formando un pequeño matacán diseñado para arrojar líquidos en caso de defensa. En el otro extremo del palacio, en la fachada que hace esquina, la torrecilla incorpora troneras de buzón y remate de almenas. Esta garita es la única abierta en su parte superior y apoyada en ménsulas, las otras cuatro garitas solo disponen de troneras en forma de cerraduras y se apoyan en pequeñas escaraguaitas. Todos los torreones llevan bocel de adorno en su parte inferior que sigue la línea de la cornisa de la fachada principal y lo remata en su parte superior con otro bocel de ladrillo. Originalmente, estas torrecillas debieron ser de piedra, pero en los años 50 del siglo pasado, se derribaron por problemas de estructura en la fachada y a comienzos del siglo XXI se reconstruyeron en ladrillo, un material más ligero, a partir de viejas fotografías.
El patio columnado, del que solo nos ha llegado uno de sus lados, procede de reformas en el siglo XVI posteriores a su construcción, que dotaron al palacio de huellas renacentistas y un aire más noble. Está formado por columnas circulares de granito de estilo renacentista con sencillos capiteles de escasa ornamentación. Sobre este pórtico con 4 columnas se encuentra la primera planta parcialmente en galería de madera.
En la fachada principal, orientada al sur, destaca la buena distribución de sus vanos. En ella se sitúan 3 grandes balcones con balaustradas de hierro, resaltando el balcón central de mayor amplitud y decoración. En la planta baja se encuentra la amplia puerta de entrada con un arco rebajado, formado por dovelas de ladrillo, sobre la que se localizaba el dintel con un escudo actualmente desaparecido.
El interior del Palacio está muy transformado, pero afortunadamente aún se conservan los artesonados de madera en algunos de sus techos, como el de la escalera principal de la que también perduran su traza primitiva y la barandilla de la galería corrida. El alto del muro central de esta misma escalera custodia un escudo familiar rodeado con una corona de laurel que divide los dos campos de gules: el de la izquierda con dos lobos pasantes y el de la derecha con el castillo. Este escudo se corresponde con las armas de los apellidos Osorio y Virués y fue colocado en este lugar en la primera mitad del siglo XVI. El Decreto de 22 de abril de 1949 protege y declara como Bien de Interés Cultural este elemento.
La cubierta del edificio de la típica teja segoviana se arregló cerca del año 2005 bajo las directrices del arquitecto Javier Martín de Bustamante al igual que la reconstrucción de los torreones.
Un muro de mampostería cerca el terreno de huertos que, según se decía, estaba lleno de árboles. A partir del siglo XVII el huerto fue usado como jardín al convertirse el Palacio en lugar de descanso. También nos consta que durante la posesión del Palacio por Lope de Zuazo se construyó una torre barbacana que se eliminó posteriormente porque invadía calles públicas. Y además de las reformas del siglo XVI y las de principios de XXI figuran otras como la de 1797 que se adjudicó por concurso público o la de 1946 que supuso la adaptación del Palacio para formar tres viviendas familiares.
El actual estado de conservación del Palacio es de ruina consolidada y su nivel de protección: Bien de Interés Cultural por declaración genérica de todos los castillos de España por el Decreto de 22 de abril de 1949 y Ley 16/1985 de protección del Patrimonio Histórico Español, y por la Ley 12/2002, de 11 de julio, de Patrimonio Cultural de Castilla y León.